# Volvo 7700
A Volvo 7700 a Volvo városi-elővárosi alacsony padlós, szóló busza volt 2003 és 2012 között. Az autóbuszokat az előző változattal, a Volvo 7000-rel ellentétben kizárólag a lengyelországi Wrocławban gyártották. Az autóbuszok dízel mellett CNG és hibrid meghajtással is közlekedtek. Csuklós változata a Volvo 7700A, utódja pedig a Volvo 7900.

## Története
Az 1998 óta gyártásban lévő Volvo 7000-et és a csuklós Volvo 7000A-t 2003-ban átnevezték Volvo 7700-ra, valamint 7700A-ra, hogy jobban illeszkedjen a Volvo többi, 2001-ben bemutatott autóbuszához, mint például a Volvo 8700-hoz és a Volvo 9700-hoz. A modellek átnevezése mellett néhány apróbb változás történt csak ebben az évben.
2006-ban mind a szóló, mind a csuklós változat modernizáláson esett át. A korábban használt Volvo B7L alvázat lecserélték az új Volvo B9L alvázra. Az alváz mellett a homlok- és a hátfalat is érte változtatás: a busz elején megváltozott a „hűtőrács” és a lámpafészkek, a busz hátsó lámpáit körlámpárka cserélték, valamint az Euro V-ös motor nagyobb hűtésigénye miatt kapott egy „puttonyt” is.
2008-ban mutatták be a dízel-elektromos hibrid meghajtású változatát Volvo B5LH alvázon, a Volvo 7700 Hybridet, sorozatgyártásra azonban csak 2 évvel később, 2010-től került sor.
A magyar Alfa Busz Kft. 2009-ben 102 darab Alfa Cívis 12 autóbuszt gyártott, amelyek kinézete és paraméterei közel megegyeznek a Volvo 7700-aséval. Érdekesség, hogy az autóbuszok elöl a normál, hátul pedig a ráncfelvarrott (faceliftes) lámpafészkeket kapták.
Utódját, a Volvo 7900-at a 2011-es Busworldön mutatták be, azonban a Volvo 7700 2012-ig gyártásban maradt.

## Magyarországon

### Budapesten
A BKV 2012-ben 38 darab Volvo 7700-at állított forgalomba. Az MFW-535 rendszámú példány 2016. március 21-én leégett.  2019-ben és 2021-ben egy-egy újabb is forgalomba állt, azonban ezek már faceliftes változatok voltak. 2022-ben két oktatóbuszt is állományba vettek. 2021-ben 1, 2022-ben 9, 2023-ban egy autóbuszt selejteztek a típusból. 2024-ben a két faceliftes példány is állományból törlésre került.
2016. március 29-étől Budapesten tartós bérleti konstrukcióban egy hibrid változatot is üzemeltet a BKV, mely az előző pár évben tesztüzemben már közlekedett Budapesten és Pécsett. Miskolcon rövid ideig a flotta tagja volt.
2017-ben a BKV további 40 darab dízel-elektromos hibrid autóbuszt vásárolt, ezekből 28 darab Volvo 7700 Hybrid. Ezek az autóbuszok 2018 februárjában álltak forgalomba a cinkotai, újpalotai és rákoskerti vonalakon.

### Pécsett
2015-ben és 2016-ban összesen 77 darab használt Volvo 7700 állt forgalomba Pécsett, a Tüke Busz állományában.

### Vidéken
2016-ban 160 használt Volvo autóbusz került a közlekedési központokhoz, valamint a Volánbuszhoz is. A 160 busz 20 darab kétajtós Volvo 7700-at is tartalmazott, amelyek a Középkelet-magyarországi Közlekedési Központ és a Dél-alföldi Közlekedési Központ állományában álltak forgalomba, 2019 óta viszont a Volánbusz állományában vannak.

## Fordítás
- Ez a szócikk részben vagy egészben  a   Volvo 7700 című angol Wikipédia-szócikk fordításán alapul.  Az eredeti cikk szerkesztőit annak laptörténete sorolja fel. Ez a jelzés csupán a megfogalmazás eredetét és a szerzői jogokat jelzi, nem szolgál a cikkben szereplő információk forrásmegjelöléseként.

## Külső hivatkozások
- Volvo Autóbuszok Magyarország. (Hozzáférés: 2018. április 15.)
- Ács Attila: Bemutató: Volvo 7700 Hybrid. iho.hu, 2011. július 20. (Hozzáférés: 2018. április 13.)
- Volvo és a design – 7000-es széria. BusWorld blog, 2014. október 4. (Hozzáférés: 2018. április 13.)[halott link]
- Használt hibridek Budapesten. BusWorld blog, 2018. február 12. [2018. április 14-i dátummal az eredetiből archiválva]. (Hozzáférés: 2018. április 13.)